# Стаффорд, Генри, 5-й барон Стаффорд
Генри Стаффорд (англ. Henry Stafford; 24 сентября 1621 — 4 августа 1637) — английский аристократ, 5-й барон Стаффорд с 1625 года.

## Биография
Генри Стаффорд принадлежал к одному из самых знатных и влиятельных семейств Англии, представители которого заседали в парламенте с 1299 года, а по женской линии происходили от Плантагенетов. С начала XVI века положение Стаффордов постоянно ухудшалось, а их владения сокращались. Генри был единственным сыном Эдуарда Стаффорда и Энн Уилфорд, внуком 4-го барона Стаффорда. Он родился в 1621 году, через пять месяцев после смерти отца. В 1625 году, в четыре года, он формально унаследовал остатки семейных владений и баронский титул. Генри умер в 1637 году, в неполные 16 лет. Его наследником стал Роджер Стаффорд, двоюродный дед.